# Leucania sesamiodes
Leucania sesamiodes là một loài bướm đêm trong họ Noctuidae.